# 러시아-영국 관계
러시아-영국 관계(Russia–United Kingdom relations), 영-러 관계(Anglo-Russian relations)는 러시아와 영국 간의 양자 관계이다. 국가 간의 공식적인 관계는 1553년에 시작되었다. 러시아와 영국은 19세기 초에 나폴레옹에 맞서 동맹을 맺었다. 이들은 1850년대 크림 전쟁에서는 적이었고, 19세기 후반에는 중앙아시아 지배권을 놓고 벌이는 그레이트 게임에서도 라이벌이었다. 1917년 러시아 혁명으로 관계가 긴장되기는 했지만 이들은 제1차 세계 대전과 제2차 세계 대전에서 다시 동맹을 맺었다. 냉전(1947~1989) 기간 동안 두 나라는 다시 적이 됐다. 러시아의 재벌들은 1991년 소련이 해체된 이후 1990년대 런던 금융기관들과 강력한 유대 관계를 맺었다. 2022년 러시아의 우크라이나 침공으로 인해 영국이 러시아에 제재를 가한 이후 관계는 매우 긴장됐다. 이후 러시아의 비우호국 목록에 추가됐다.
두 나라는 서로에 대한 격렬한 간첩 활동의 역사를 공유하고 있다. 소련은 1930년대부터 1950년대까지 영국 정보 및 보안 기관의 최고 계층에 침투하는 데 성공했으며 동시에 영국은 20년 내내 최고 러시아 정보 장교를 채택했다. 러시아 정보 기관 내에서 활동하는 세르게이 스크리팔과 같은 영국 스파이가 유럽 전역에서 활동하는 정보 요원에 대한 광범위한 세부 정보를 전달한 1990년대를 포함한 기간이다. 19세기 이래 영국은 러시아 정치 망명자, 난민, 러시아어권 국가의 부유한 도망자들에게 인기 있는 목적지였다.
21세기 초, 특히 2006년 알렉산드르 리트비넨코 독살 이후 관계는 긴장되었다. 데이비드 캐머런 영국 총리 집권 초기에는 2014년까지 관계가 잠시 상승했다. 2014년 이후 러시아-우크라이나 전쟁(2014~현재)과 2018년 스크리팔 부녀 음독 사건 이후 28개국이 외교관으로 활동하는 러시아 스파이로 의심되는 이들을 추방했다. 2021년 6월, 2021년 흑해 사건을 계기로 HMS 디펜더와 러시아군 사이에 대결이 벌어졌다.
2022년 러시아의 우크라이나 침공 이후 두 핵 보유국 간의 관계는 완전히 붕괴되었다. 영국은 러시아 판매점에 경제 제재를 가하고 러시아의 올리가르히의 자산을 압수했으며 시민들을 소환하고 러시아와의 모든 사업 관계를 끊었다. 러시아는 영국에 대한 자체 제재로 보복했으며 영국이 세바스토폴 해군 기지, 노르트스스트림 가스관 및 크림 대교에 대한 공격에 연루됐다고 비난했다. 영국은 우크라이나에 가장 큰 재정 및 군사 지원을 제공한 국가 중 하나이며 유럽에서 치명적인 군사 지원을 기부한 최초의 국가였다.

## 같이 보기
- 소련의 대외 관계
- 러시아의 역사
- 국제 관계 (1648년-1814년)
- 국제 관계 (1814년-1919년)
  - 제1차 세계 대전의 외교사
- 국제 관계 (1919년-1939년)
- 제2차 세계 대전의 외교사
- 냉전
- 러시아 대사관 (런던)
- 반러 감정
- 반영 감정
- 제2차 냉전
- 소련-영국 관계